# Killerup
Killerup er en bydel i Odense SØ. Bydelen var oprindeligt en landsby i det nuværende Korsløkke Sogn, og har karakteristik af en landsby i byen. Killerup ligger øst for Syddansk Universitet og syd for Bilka og er omfattet af den bevarende lokalplan nr. 4-504 for Odense Kommune. I praksis betyder det, at de fleste bygninger i Killerup er klassificeret som bevaringsværdige, der må ikke rives bygninger ned og der må ikke opføres nye. Hele området forsøges bevaret som en landsby i byen.
Bebyggelsen i Killerup ligger systematisk omkring en forte og består i dag af seks gårde og fem huse. Killerup er bygget på en del af de jorder der oprindeligt tilhørte Hollufgård. Lindved Å passerer igennem Killerup.
I 1967 købte Undervisningsministeriet Killerups marker og alle dens gårde, bortset fra en enkelt, Killerupgård. Staten har dog senere solgt de fleste ejendomme tilbage til privatfolk. På de fleste af Killerups gamle marker er der nu Syddansk Universitet, Odense Golfklub og Boldklubben 1913. Universitetets indendørs stednavne som Gydehutten, Stenten, Krogene, Knoldene, Lysningen og Agrene er gamle Killerup-stednavne, som er flyttet ind på Syddansk Universitet.

## Gårde
De seks gårde er:
- Killerupgård (den største gård)
- Bakkegård (Killerup Rideskole)
- Ågård
- Skovgård (Forskerboliger)
- Ådal
- Den gamle gård

### Killerupgård
Killerupgård er den største gård i Killerup med sine knap 4 hektar jord. Gården blev genopført i sin nuværende form efter, at den brændte ned i 1857. Inden da var gården et bindingsværksbyggeri men er nu et murstensbyggeri.
Killerup elværk har været drevet fra gårdens vandmølle og turbinehus fra 1912 frem til 1990'erne, hvor Odense Kommune ønskede at forbedre fiskenes vilkår i Lindved Å.
Gården er en 4-længet gård, der består af et stuehus, udhus-, stald- og ladebygning, som omkranser gårdspladsen. På stuehuset er indmuret en marmorplade med navnene J. Larsen og A.M. Jensdatter 1857, der har været de oprindelige bygherre.
Ejere af Killerupgård:
- (1857-?) J. Larsen og A.M. Jensdatter
- (?-1985) Erik Møller og Ester Møller
- (1985-2009) Søren Møller og Anders Vilhelm Møller
- (2009-) Bjarni Norddahl